# Dialectul țipțer

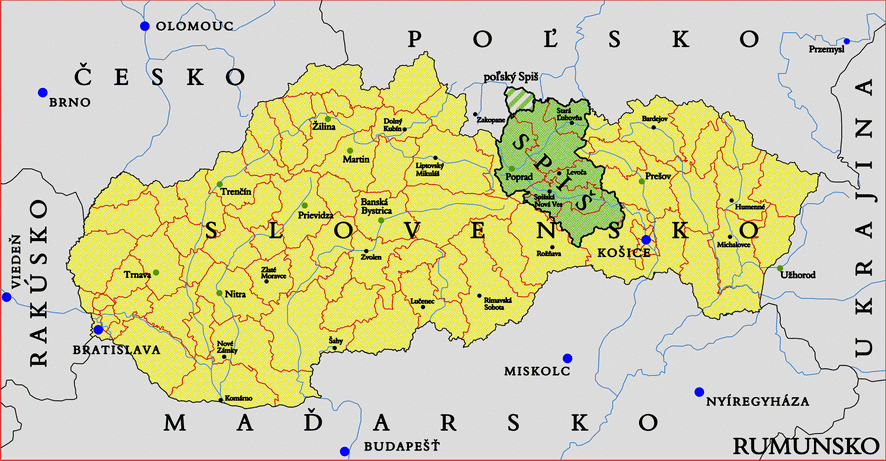
Hartă ilustrând locația regiunii istorice Spiš (Zips) din nord-estul Slovaciei de astăzi.

Dialectul țipțer (în germană Zipserisch / Zipserdeutsch / Zipser-Deutsch; în maghiară szepességi szász nyelv / cipszer nyelv) este un dialect al limbii germane care s-a dezvoltat în regiune istorică Spiš (Zips) din ceea ce este acum nord-estul Slovaciei, printre coloniștii care s-au stabilit acolo din Germania centrală actuală și din nordul râului Rinul de Jos (de exemplu, Flandra și Luxemburg de astăzi) începând cu secolul al XIII-lea (sau în timpul Evul Mediu Clasic ca parte a procesului mai larg de Ostsiedlung, i.e., așezare/colonizare estică, a Europei de Est de către etnici germani).
Acești coloniști germani sunt cunoscuți în mod colectiv ca țipțeri în Europa Centrală și de Est și fac parte din grupul mai larg al germanilor carpatini în Slovacia. Zona de jos a fostului comitat Zips (sau Szepes din Ungaria de Sus) a fost locuită de alți germani care vorbeau un dialect diferit numit „Gründlerisch”. Dialectul țipțer de sus este, de asemenea, apropiat sau înrudit cu dialectul săsesc al sașilor transilvăneni, având în vedere originile etnice renane comune ale celor două grupuri de germani. Totodată, prin extensie, având în vedere originile mixte ale coloniștilor țipțeri în Evul Mediu Clasic (ca și cele ale sașilor transilvăneni de altfel), dialectul țipțer, precum dialectul săsesc de asemenea, este înrudit cu limba ripuară și cu limba luxemburgheză.
Dialectul țipțer a fost vorbit de secole atât în Slovacia, cât și în România de astăzi. În România, dialectul a fost vorbit în regiunile istorice Bucovina și Maramureș din nordul Transilvaniei. În prezent există câteva comunități mici de țipțeri în sudul Bucovinei (mai precis județul Suceava), precum și în județul Maramureș. În plus, există câteva diferențe între formele dialectului țipțer care s-a dezvoltat pe teritoriul României de astăzi și principalul dialect țipțer din regiunea Spiš, Slovacia. În Maramureș, principala comunitate de germani țipțeri (și, prin extensie, vorbitori de germană țipțer) locuiește în Vișeu de Sus și Baia Mare. Comunități mai mici de țipțeri se găsesc și în Munții Banatului (i.e., în Banatul montan) sau județul Caraș-Severin. Există, de asemenea, comunități rare de țipțeri în Rutenia Carpatică (adică regiunea Transcarpatia, Ucraina).

## Dialectul țipțer așa cum este vorbit în România

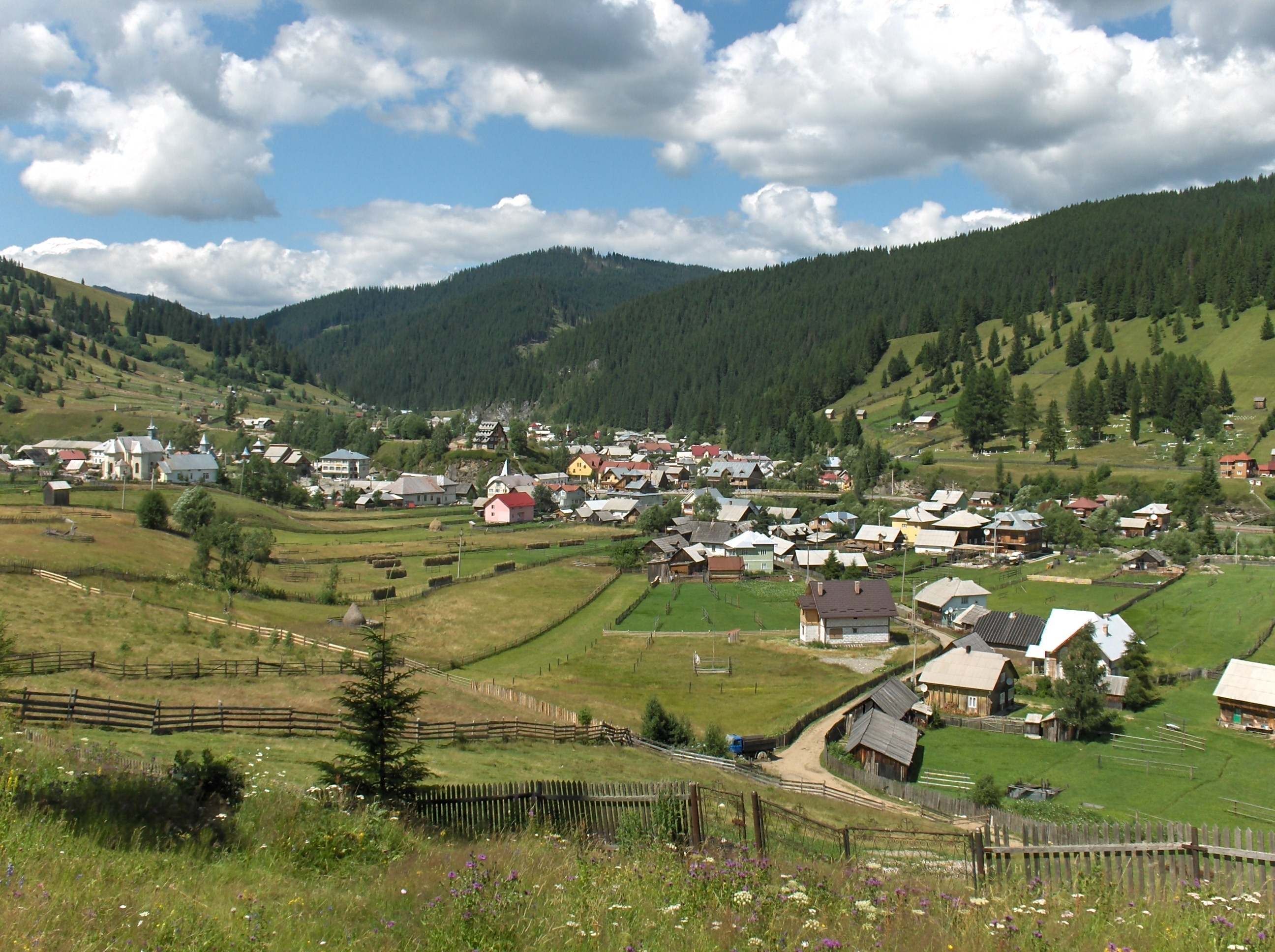
Comuna Cârlibaba (Kirlibaba / Mariensee / Ludwigsdorf) din sudul Bucovinei, nord-vestul județului Suceava, unde trăiește o comunitate mică de țipțeri.

Începând cel puțin în secolul al XVIII-lea, mulți țipțeri au migrat în nordul României contemporane, inclusiv în sudul Bucovinei (actualul județ Suceava), care a devenit unul dintre ținuturile conduse de Monarhia Habsburgică și o regiune nou dobândită după Războiul Ruso-Turc (1768–1774), unde mai multe alte dialecte germane au existat de asemenea de-a lungul timpului, fiind vorbite de comunitatea regională de germani bucovineni (cum ar fi dialectul șvăbesc, de exemplu).
De-a lungul timpului, dialectul țipțerilor din România de astăzi (cum ar fi cei care au migrat în Maramureș, actualul județ Maramureș) a fost puternic influențat de cel al austriecilor din Austria Superioară care s-au stabilit printre ei și au fost, în cele din urmă, asimilați de aceștia. În timpul și după cel de-Al Doilea Război Mondial, cei mai mulți țipțeri au fost evacuați sau expulzați din Cehoslovacia prin decretele lui Edvard Beneš, dar o comunitate mică de vorbitori rămâne încă în comuna Chmeľnica (Hopgarten); dialectul lor distinctiv se numește „Outzäpsersch⁠(d)” (în germană Altzipserisch, i.e., „țipțerească veche”).

## Diferențele dialectale în Bucovina, România
Dialectul vorbit în Bucovina (mai precis în sudul Bucovinei sau județul Suceava, nord-estul României), de origine Gründlerisch, s-a caracterizat prin trecerea originalului (din Mittelhochdeutsch⁠(d), i.e. germana de mijloc sau germana medievală din Evul Mediu Clasic) /v/ la /b/ și a originalului /b/ în / p/. Dialectul Hopgarten schimbă în mod distinctiv /l/ (care provine tot din Mittelhochdeutsch), în toate pozițiile, la „u”. În sudul Bucovinei, dialectul german țipțer a fost vorbit în zonele rurale, cum ar fi în comunele Cârlibaba (Kirlibaba / Mariensee / Ludwigsdorf), Iacobeni (Jakobeny), Pojorâta (Pozoritta) sau Vama (Vama).